# Carolina Erba
Carolina Erba est une escrimeuse italienne née le 8 mars 1985 à Busto Arsizio, pratiquante du fleuret.

## Biographie
Carolina Erba remporte la médaille d'or du fleuret par équipes lors des Championnats d'Europe 2013 à Zagreb.

## Palmarès
- Championnats du monde d'escrime
  -  Médaille d'or par équipes en 2013 à Budapest

- Coupe du monde d'escrime
  -  Médaille de bronze au tournoi d'escrime de Marseille 2013
  -  Médaille de bronze au tournoi d'escrime de Marseille 2014

- Championnats d'Europe d'escrime
  -  Médaille d'or en 2013 à Zagreb
- Championnat d'Italie d'escrime
  - Médaille d'argent par équipe en 2012
  - Médaille de bronze individuelle en 2004, 2008, 2013
  - Médaille de bronze par équipe en 2013